# Javier Martínez (cestista 1993)
Javier Martínez (Christiansted, 16 luglio 1993) è un ex cestista americo-verginiano.

## Carriera
Con le Isole Vergini Americane ha disputato i Campionati americani del 2017.